# Multikollektivität
Multikollektivität (von lateinisch multi „viele“, und colligere „zusammensuchen“) bezeichnet die Zugehörigkeit eines Individuums zu einer Vielzahl von Kollektiven. So kann z. B. eine Person gleichzeitig Frau, Spanierin, Deutsche, Bayerin, Katholikin, Golfspielerin, Vegetarierin und Akademikerin sein. 
Der Begriff veranschaulicht die Vielfalt individueller Identität (siehe auch Abschnitt „Multikollektivität und Identität“) und stellt einen Gegenentwurf zu monokollektiven Identitätskonzepten dar, die Menschen als durch nur eine Kollektivitätszugehörigkeit (häufig Nationalität, Ethnie oder Religion) geprägt sehen. Er wird daher vor allem im interkulturellen Diskurs verwendet.

## Begriffszusammenhang
Systematisch eingeführt wird der Begriff von Klaus P. Hansen 2009 in seiner Grundlegung einer Kollektivwissenschaft. Sie beruht auf der Vorstellung des Kollektivs, die Individuen mit einem gleichen Merkmal zu einer Einheit zusammenfasst (z. B. Kollektiv der Kaffeetrinker). Vom konstitutiven Merkmal können weitere abhängen, sogenannte Standardisierungen, die zusammen eine Kultur bilden. Kultur und Kollektiv sind nach dieser Konzeption Zwillingsbegriffe, die dasselbe Phänomen aus unterschiedlicher Perspektive betrachten.

## Multikollektivität und Identität
Die durch die Multikollektivität bezeichnete Mehrfachzugehörigkeit hat zur Folge, dass sich individuelle Identität nicht auf eine einzige Zugehörigkeit (z. B. Nationalität, Ethnie, Religion, Geschlecht) beschränkt, sondern als additiv und komplementär erscheint. Dennoch bleibt die individuelle Identität einmalig, weil zum einen bei jeder Person eine andere Kombination von Zugehörigkeiten in die Addition einfließt und zum anderen die persönliche Gewichtung der einzelnen Zugehörigkeiten unterschiedlich ausfällt (z. B. identifiziert sich der eine stark mit seiner Berufsgruppe, während für den anderen der Beruf nur eine lästige, aber für den Lebensunterhalt notwendige Verpflichtung darstellt). Multikollektivität betont mithin den Umstand, dass Identität zu einem wesentlichen Teil über den Kontakt mit Bezugsgruppen ausgebildet wird, also aus Kollektivität entsteht. Des Weiteren macht der Begriff darauf aufmerksam, dass das Individuum als Verbindungsglied zwischen Kollektiven fungiert.

## Abgrenzung zu Begriffen aus dem interkulturellen und dem Gender-Diskurs
Multikollektivität ist von den Begriffen „Interkulturalität“, „Hybridität“ und „Multikulturalität“ abzugrenzen, insbesondere insoweit diese auf einem traditionellen (oder auch „geschlossenen“) Kulturbegriff basieren, dem die Kollektivwissenschaft kritisch gegenübersteht. Der traditionelle Kulturbegriff (und die entsprechende Konzeption von individueller Identität) gehen von einer Monokollektivität aus, d. h., das Individuum wird durch eine einzige Kollektivzugehörigkeit geprägt, und zwar meistens durch die ethnische bzw. nationale. Der Mensch erscheint dann als Produkt, z. B. der Nationalität oder der nationalen Kultur. Die Problematik dieser Konzeption wird noch verschärft, wenn zwei weitere Prämissen hinzutreten: erstens insoweit die eine prägende Kultur als homogen und statisch vorgestellt wird und zweitens die Prägung als umfassend und abschließend.
Darüber hinaus ist eine Abgrenzung von den Begriffen „Diversity“ und „Intersektionalität“ sinnvoll.

### Multikollektivität und Interkulturalität
Ein auf dem traditionellen Kulturbegriff beruhendes Konzept der Interkulturalität geht davon aus, dass sich bei einem Kontakt zweier Personen infolge der Prägung durch unterschiedliche Nationalität (oder Ethnizität) die Kommunikation schwierig gestaltet. Ein Franzose und ein Deutscher stehen sich angeblich fremd gegenüber und können nur schwerlich miteinander agieren, weil für sie unterschiedliche Werte und Umgangsformen gelten sollen. Demgegenüber geht Multikollektivität von einer Mehrfachprägung aus, sodass beim Kontakt zwischen Individuen fremde und vertraute, also unterschiedliche und gleiche Kollektivzugehörigkeiten zum Tragen kommen. Während die interkulturelle Kommunikation dazu neigt, die Fremdartigkeit zu hypostasieren, nimmt die Kollektivwissenschaft auch Übereinstimmungen in den Blick. Der Franzose und der Deutsche sind vielleicht beide Golfspieler, beide arbeiten für große Konzerne, beide sind Männer und lieben schnelle Autos, sodass genügend Gemeinsamkeiten vorhanden sind, um – sprachliche Verständigungsmöglichkeit vorausgesetzt – eine Kommunikation zu tragen.

### Multikollektivität und Hybridität
Hybridität meint die Vermischung von Kulturen und die dadurch bedingte Entstehung von etwas Neuem bzw. Drittem. Jemand könnte sich als Deutscher in Paris niederlassen und bald einen kulturell hybriden Lebensstil (Drittes) entwickeln, der deutsche und französische Eigenarten vermischt. Der Begriff der Hybridität ist zwar in der Absicht entwickelt worden, die Offenheit und Dynamik von Kultur darzustellen, operiert aber auf der Grundlage des traditionellen Kulturbegriffs, indem die sich mischenden Kulturen zunächst als separat und homogen gedacht werden. Diese Grundlage unterscheidet ihn von der Multikollektivität, während beide Begriffe die Absicht eint, die kulturelle vielfältige Prägung individueller Identität darzustellen.

### Multikollektivität und Multikulturalität
Multikollektivität ist nicht deckungsgleich mit Multikulturalität. Erstens bezeichnet Multikollektivität die Verfasstheit eines Individuums, Multikulturalität dagegen die einer Gesellschaft. Zweitens gehen Multikollektivität und Multikulturalität von unterschiedlichen Grundannahmen über soziale Realität aus. Multikulturalität (zumindest die sogenannte „statische“ Multikulturalität) meint das gesellschaftliche Nebeneinander verschiedener, wieder homogen gedachter nationaler, ethnischer, religiöser oder sprachlicher Kulturen. Da die Kollektivwissenschaft aber nicht nur Kollektiven der genannten Art Kultur zubilligt, ist für sie jede moderne Gesellschaft ein polykollektives Gebilde, das sich aus verschiedensten Kulturen bzw. Kollektiven zusammensetzt. Aus dieser Sicht ist z. B. Deutschland auch ohne Rekurs auf Migranten ein über die Multikollektivität der Individuen vermitteltes, multikulturelles Gemisch, da z. B. Akademiker-, Handwerker-, Arbeiter-, Jugend-, Regionalkulturen (usw.) neben-, mit- und durcheinander existieren.

### Multikollektivität und Diversity
Diversity bezieht sich – wie Multikulturalität – auf die Vielzahl von Kollektiven in einer Gesellschaft, wird darüber hinaus aber auch auf Organisationen (z. B. Unternehmen) angewandt. Wie Multikollektivität geht Diversity über die klassischen Dimensionen von Multikulturalität (Nationalität, Ethnizität etc.) hinaus und bezieht z. B. „Alter“, „Behinderung“ oder „sexuelle Orientierung“ mit ein. Insoweit das sog. Diversity Management sich dabei auf diese einzelnen Kollektive als Zielgruppen konzentriert (z. B. Frauenförderung ohne Berücksichtigung weiterer Kategorien wie „Alter“ oder „Behinderung“), läuft das Diversitykonzept – anders als Multikollektivität – Gefahr, die Mehrfachzugehörigkeit der Individuen auszublenden.

### Multikollektivität und Intersektionalität
Intersektionalität wiederum setzt die individuelle Mehrfachzugehörigkeit voraus, bezieht sich aber in erster Linie auf die Möglichkeit, wegen dieser auf unterschiedliche Weise und von unterschiedlichen Akteuren diskriminiert zu werden (z. B. als schwarze, homosexuelle Frau). Zudem ist der Begriff der Intersektionalität in erster Linie mit dem Gender-Diskurs verbunden und begriffsgeschichtlich daher weniger neutral als Multikollektivität.

## Multikollektivität und Netzwerk
Multikollektivität lässt sich darüber hinaus fruchtbar vom Netzwerkbegriff abgrenzen, der – anders als die unter 3. angeführten Konzepte – nicht in engem Zusammenhang zum interkulturellen oder Gender-Diskurs steht. Während der Begriff Kollektiv von Gemeinsamkeiten zwischen Individuen ausgeht, ruht das Konzept Netzwerk auf den Beziehungen (insbesondere den intendierten) zwischen als unterschiedlich gedachten Individuen oder Kollektiven. Bei solchen Beziehungen spielt aus Sicht der Kollektivwissenschaft die Multikollektivität eine Rolle. Wenn Individuen mit gleichen Kollektivzugehörigkeiten ein Netzwerk bilden, können sich diese auswirken, indem sie z. B. die Kontakte haltbarer machen. Netzwerktheorie und Kollektivwissenschaft demonstrieren beide die Vernetztheit aller mit allen, tun das aber auf unterschiedlicher Grundlage. Während die Basis des Netzwerks in sozialen Kontakten besteht, betont die Kollektivwissenschaft die Verknüpfung aller Kollektive über die Multikollektivität der Individuen. Wenn ein evangelischer Bäcker in einen Tennisclub eintritt, bringt er die seine religions- und berufsspezifischen Kollektivzugehörigkeiten in das neue Kollektiv mit ein (sog. „präkollektive Elemente“), wodurch zunächst latent und größtenteils unbewusst eine Verbindung zwischen den drei Kollektiven hergestellt wird.

## Normative Verwendung
Der Ansatz der Multikollektivität liefert eine neue Sichtweise der Kohäsion in sozialen Gruppen. Das Individuum bringt in jede Kollektivität nur einen Teil seiner Person und Persönlichkeit ein. Die Mehrfachverortung des Einzelnen in zahlreichen Gruppen führt laut Hansen, aufbauend auf Arbeiten von Peter M. Blau, zu einer netzwerkartigen Stabilität größerer Gruppenzusammenhänge. Auch die Kenntnis unterschiedlicher Standpunkte könne dem Zusammenhalt zuträglich sein. Sich der Multikollektivität – sowohl der eigenen mehrfachen Zugehörigkeit als auch der mehrfachen Zugehörigkeit des Gegenübers – bewusst zu sein, reduziere die Ängste, die andernfalls durch interkulturelle Situationen entstehen können, und schaffe Raum für gemeinsame Anliegen.
Wird Multikollektivität normativ (als Zielvorstellung) angesehen, ergibt sich eine Bewertungsgrundlage für politische Ansätze, bei der positiv bewertet wird, was dem Einzelnen den Zugang zu mehr Kollektiven ermöglicht, negativ das, was den Zugang verhindert oder erschwert. In diesem Zusammenhang wird darauf verwiesen, dass die Radikalisierung des Menschen mit der Einschränkung seiner Kollektivität einhergeht, dass beispielsweise Sekten und terroristische Vereinigungen ihre Mitglieder isolieren und sie dazu bringen, ihre Kontakte zu anderen Gruppen möglichst abzubrechen.